# 贺颖春
贺颖春（？—），女，裕固族，中华人民共和国政治人物。现任肃南裕固族自治县第一中学副校长。第十二、十三、十四届全国政协委员。